# Jean Wacquet
Jean Wacquet (* 13. Mai 1968 in Boulogne-sur-Mer) ist ein französischer Autor, Redakteur und Verleger von Comicliteratur.
Die ersten Arbeiten Wacquets erschienen bereits 1981 in verschiedenen Fanzines. Sortez la chienne, Sniffin´ Rock, Rubrica, Numéro und andere druckten seine Artikel.
Im jugendlichen Alter arbeitete er auch schon journalistisch und als Werbetexter für Hintergrundliteratur, wie Les Cahiers de la bande dessinée und L’année de la BD sowie Scarce und Mangazone.
In Lille gründete Jean Wacquet 1987 Dangereuses Visions, einen Versandhandel für Comics, der sich zum Hauptimporteur für Comics aus den USA entwickelte. Infolgedessen organisierte er auch das erste Comicfestival für amerikanische Comics Festival de la Band Dessinee Anglo-Saxonne in Villeneuve-d’Ascq bei Lille. Zu dieser Zeit schrieb er auch an Carnivores, während Eric Herenguel die Zeichnungen beisteuerte. Von 1996 bis 2001 war Wacquet beim Verlag Le Téméraire für Serien wie Preacher, Sandman und Strangers in Paradise zuständig.
1999 war Jean Wacquet als Drehbuchautor am Zeichentrickfilm The Watcher beteiligt. Seit 2001 ist er bei Editions Soleil.
Mit Dirk Schulz als Zeichner entwickelte er zwischen 2002 und 2004 das zweibändige Werk Celtis.